# Le Sommeil de la raison
Le Sommeil de la raison, de Gabrielle Wittkop, paru initialement sous le titre Les Holocaustes, en 1976 chez Henri Veyrier, est un recueil de nouvelles, dont le nouveau titre s'inspire d'une gravure de Francisco Goya, Le Sommeil de la raison engendre des monstres. Les six récits réunis ici, et remaniés par l'auteur avant leur republication, entraînent le lecteur de Madrid à Amsterdam en passant par Paris et Java, au cœur d'atmosphères cruelles et inquiétantes, où les plus sombres passions se donnent libre cours.